# Völkermord
Ein Völkermord oder Genozid ist ein seit 1946 kodifizierter Straftatbestand in Polen und 1948 durch die Konvention über die Verhütung und Bestrafung des Völkermordes ins Völkerstrafrecht eingegangen. Der Tatbestand ist gekennzeichnet durch die Absicht, auf direkte oder indirekte Weise „eine nationale, ethnische, rassische oder religiöse Gruppe als solche ganz oder teilweise zu zerstören“; er unterliegt nicht der Verjährung. Die auf Raphael Lemkin zurückgehende rechtliche Definition dient auch in der Wissenschaft als Definition des Begriffs Völkermord.
Völkermord wird oft als besonders negativ bewertet und etwa als „Verbrechen der Verbrechen“ (englisch „crime of crimes“) oder „das schlimmste Verbrechen im Völkerstrafrecht“ umschrieben. Seit dem Beschluss durch die Generalversammlung der Vereinten Nationen 1948 wurde die Bestrafung für Völkermord in verschiedenen nationalen Rechtsordnungen ausdrücklich verankert.

## Nationales Recht

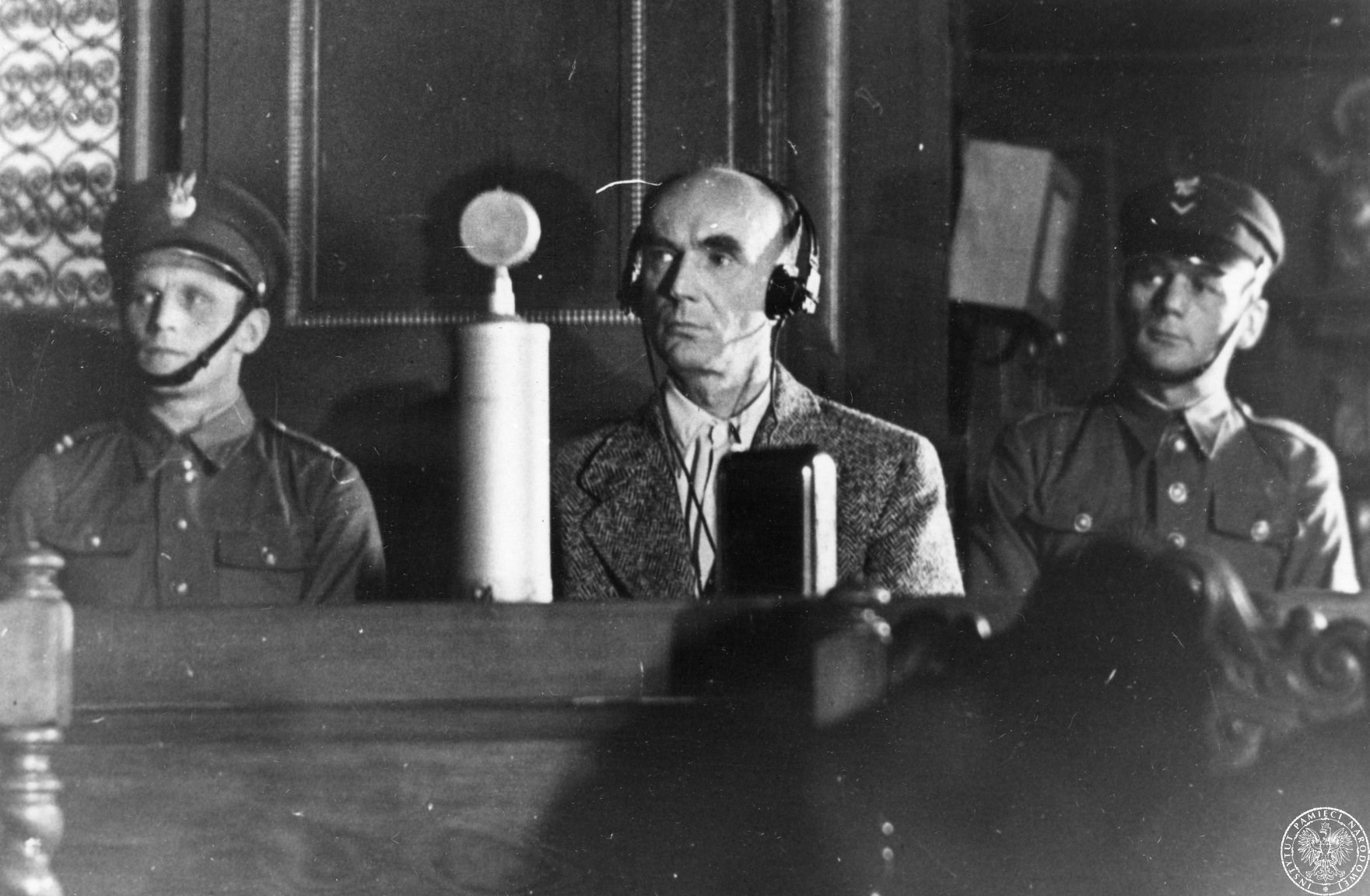
Arthur Greiser angeklagt in Poznan, 7. Juli 1946

Der Begriff Genozid wurde erstmals vom Obersten Nationalen Tribunal Polens in der breiten Bedeutung des kulturellen Genozids nach Raphael Lemkin angewandt – im Prozess gegen den ehemaligen Reichsstatthalter von Danzig und Gauleiter des Warthelandes Arthur Greiser wegen des Völkermordes an Polen und gegen den ehemaligen Kommandanten des KZ Plaszow Amon Göth wegen Völkermordes an polnischen Juden. 1946 kodifizierte Polen als erstes Land den Tatbestand des Völkermordes im nationalen Strafrecht.

## UN-Konvention gegen Völkermord
Am 9. Dezember 1948 beschloss die Generalversammlung der Vereinten Nationen in der Resolution 260 die „Konvention über die Verhütung und Bestrafung des Völkermordes“ (Convention pour la prévention et la répression du crime de génocide, Convention on the Prevention and Punishment of the Crime of Genocide), die am 12. Januar 1951 in Kraft trat. Die Bundesrepublik Deutschland ratifizierte die Konvention im Februar 1955, Österreich hinterlegte die Beitrittsurkunde am 19. März 1958 und die Schweiz am 7. September 2000. Nach der Konvention ist Völkermord ein Verbrechen gemäß internationalem Recht, „das von der zivilisierten Welt verurteilt wird“.
Grundlage war die Resolution 180 der UN-Vollversammlung vom 21. November 1947, in der festgestellt wurde, dass „Völkermord ein internationales Verbrechen [ist], das nationale und internationale Verantwortung von Menschen und Staaten erfordert“, um der völkerrechtlichen Verbrechen im Zweiten Weltkrieg zu gedenken.
Die Konvention definiert Völkermord in Artikel II als „eine der folgenden Handlungen, begangen in der Absicht, eine nationale, ethnische, rassische oder religiöse Gruppe als solche ganz oder teilweise zu zerstören:
a) das Töten von Angehörigen der Gruppe
b) das Zufügen von schweren körperlichen oder seelischen Schäden bei Angehörigen der Gruppe
c) die absichtliche Unterwerfung unter Lebensbedingungen, die auf die völlige oder teilweise physische Zerstörung der Gruppe abzielen
d) die Anordnung von Maßnahmen zur Geburtenverhinderung
e) die zwangsweise Überführung von Kindern der Gruppe in eine andere Gruppe“
In § 6 des deutschen Völkerstrafgesetzbuches wie auch im schweizerischen Strafgesetzbuch (Art. 264) und im österreichischen Strafgesetzbuch (§ 321) ist die Tat entsprechend der Konvention definiert.

### Entstehungsgeschichte
Der Begriff „Genozid“ (Völkermord) wurde um 1944 vom Juristen Raphael Lemkin geprägt. Vorangegangen war die Auseinandersetzung Lemkins mit der Vernichtung und Verfolgung der Armenier im Osmanischen Reich von 1915 bis 1923, für welche er einen juristischen Begriff suchte, um die Verbrechen rechtlich zu definieren und anklagen zu können. Der Armenische Völkermord war somit der erste Genozid, der als solcher benannt wurde.
Lemkin befürwortete eine erweiterte Definition des Genozid-Begriffs, die auch Verbrechen gegen soziale, ökonomische und politische Gruppen einschließt. In den frühen Entwürfen der UN-Völkermordkonvention wurde eine solche weitere Definition eingearbeitet, die auch Verbrechen gegen soziale und politische Gruppen mit einschloss. Doch der Widerstand gegen diese Konvention war größer, als Lemkin erwartet hatte, da viele Staaten befürchteten, dass ihre eigenen Politiken – einschließlich der gewaltsamen Unterdrückung und Auslöschung indigener Völker, europäischem Kolonialismus, Rassentrennung in den Vereinigten Staaten und die stalinschen Säuberungen in der Sowjetunion – als Genozid eingestuft werden könnten. Vor der Verabschiedung der Konvention sicherten sich jedoch die mächtigen Staaten, sowohl westliche Länder als auch die Sowjetunion, Änderungen, die die Konvention schwer durchsetzbar machten. Die meisten ehemals kolonisierten Länder waren bei diesen Diskussionen nicht vertreten, und „die meisten Staaten hatten kein Interesse daran, ihre Opfer – vergangene, gegenwärtige oder zukünftige – zu stärken“.
Lemkin betrachtete die Endfassung der UN-Völkermordkonvention daher als eine Niederlage, da sie seine ursprünglich breitere Definition nicht mehr widerspiegelte und die Interessen der Kolonial- und Großmächte schützte.

### Abgrenzung
„Verbrechen gegen die Menschlichkeit“, „Kriegsverbrechen“, „Völkermord“ und „Holocaust“ werden häufig fälschlicherweise als Synonyme verwendet. Bei den ersten drei Begriffen handelt es sich um Rechtsbegriffe, die zugleich wissenschaftliche Kategorien sind.
- Verbrechen gegen die Menschlichkeit sind breit angelegte oder systematische Angriffe auf die Zivilbevölkerung.
- Kriegsverbrechen sind kriminelle Handlungen, die während eines bewaffneten Konflikts begangen werden und die vor allem gegen die Genfer Konventionen verstoßen.
- Als Holocaust wird das Vorhaben der Nationalsozialisten im Zweiten Weltkrieg bezeichnet, alle europäischen Juden zu ermorden. Beim Holocaust handelt es sich um einen Völkermord.

### Kennzeichnende Merkmale der Straftatbestände
Zu beachten ist, dass nur die Absicht zur Vernichtung der Gruppe erforderlich ist, nicht aber auch die vollständige Ausführung der Absicht. Es muss eine über den Tatvorsatz hinausgehende Absicht vorliegen, eine nationale, ethnische, rassische, religiöse oder soziale Gruppe als solche ganz oder teilweise zu zerstören.
Die Handlungen nach Artikel II Buchstaben a) bis e) der Konvention (in Deutschland umgesetzt durch § 6 Abs. 1 Nr. 1 bis 5 VStGB) hingegen müssen tatsächlich (und willentlich) begangen werden. Dies bedeutet insbesondere, dass es nicht vieler Opfer bedarf, damit die Täter sich des Völkermordes schuldig machen. Bloß ihre Vernichtungsabsicht muss sich auf die ganze Gruppe oder einen maßgeblichen Teil von ihr richten. Die Täter erfüllen den Straftatbestand beispielsweise, wenn sie – in dieser besonderen Absicht – einzelnen Gruppenmitgliedern ernsthafte körperliche oder geistige Schäden zufügen oder den Fortbestand der Gruppe verhindern wollen, etwa durch Zwangskastration. Eine Anklage wegen Völkermordes bedarf daher nicht der Ermordung auch nur eines Menschen.
Umgekehrt gilt: Handlungen nach Artikel II Buchstaben a) bis e) der Konvention sind kein Völkermord, wenn ihr Ziel nicht darin besteht, eine Gruppe ganz oder teilweise zu vernichten, egal wie viele Mitglieder getötet oder sonst wie beeinträchtigt werden. Solche Maßnahmen sind ebenfalls kein Völkermord, wenn ihr Ziel darin besteht, eine Gruppe auszurotten, die nicht durch nationale, ethnische, rassische oder religiöse Eigenschaften definiert ist.
Ob auch die tatsächliche Gefahr der Zerstörung einer geschützten (Teil-)Gruppe bestehen muss, ist rechtlich umstritten. Von der Beantwortung dieser Frage hängt ab, ob auf einen isoliert handelnden Einzeltäter, der in der Hoffnung auf eine teilweise oder vollständige Zerstörung der Gruppe handelt, Völkerstrafrecht anzuwenden ist.

### Strafverfolgung
Die praktische Bedeutung der Konvention war bis zu den Jugoslawienkriegen sehr gering. Bis dahin gab es nur sehr wenige Anklagen wegen Völkermords. Die erste Verurteilung durch ein internationales Gericht auf der Basis der Konvention erfolgte im September 1998 durch das Akayesu-Urteil des Internationalen Strafgerichtshofs für Ruanda.
Artikel 6 der Konvention geht grundsätzlich vom Territorialitätsprinzip aus, wonach Völkermord vor den Gerichten in den Ländern verfolgt wird, in denen die Tat begangen worden ist. Darüber ist die Zuständigkeit von internationalen Gerichtshöfen vorgesehen, soweit die Vertragsstaaten sich dieser Gerichtsbarkeit unterworfen haben.
Im Recht Deutschlands ist der Straftatbestand des Völkermordes in § 6 des Völkerstrafgesetzbuches niedergelegt. Gemäß § 1 VStGB gilt für Völkermord das Weltrechtsprinzip, d. h. Taten können auch dann in Deutschland verfolgt werden, wenn sie weder in Deutschland begangen sind noch ein Deutscher beteiligt ist.
Im Recht der Schweiz ist die Strafbarkeit des Völkermordes in Art. 264 StGB normiert. Auch nach Schweizer Strafgesetzbuch gilt das Weltrechtsprinzip (Art. 264m StGB). Eine parlamentarische Immunität oder ähnliche Schutzklauseln sind nicht anwendbar und schützen vor einer Verurteilung nicht (Art. 264n). Selbst die normalerweise angewendete Regel, dass in der Schweiz nicht mehr verfolgt wird, wessen Tat im Ausland verjährt ist oder der dort freigesprochen wurde, ist nur insofern anwendbar, als nicht offensichtlich die ausländischen Gerichte die Tat bewusst verharmlosen. Einen „Freispruch“ durch ein Regime, das Völkermord und ähnliche Verbrechen offensichtlich billigt oder selbst begeht, soll damit nicht als abschließendes Urteil anerkannt werden (Art. 265m Abs. 3). Völkermord ist eine der wenigen Straftaten im Schweizerischen Strafrecht, die mit lebenslanger Freiheitsstrafe bedroht ist.  
Im Recht Österreichs ist Völkermord nach § 321 StGB strafbar. Ob Taten im Ausland auch in Österreich verfolgt werden, richtet sich nach § 64 Abs. 1 Nr. 4c StGB (für Völkermord als eine der „strafbare[n] Handlungen nach dem fünfundzwanzigsten Abschnitt“).
2011 wurde Pauline Nyiramasuhuko, ehemalige Familien- und Frauenministerin Ruandas, als erste Frau wegen Völkermord und Vergewaltigung als Verbrechen gegen die Menschlichkeit verurteilt.
Im Mai 2013 wurde Efraín Ríos Montt, Präsident Guatemalas von 1982 bis 1983, wegen Völkermord und Verbrechen gegen die Menschlichkeit von einem Gericht in Guatemala zu 80 Jahren Gefängnis verurteilt. Zwar würde er damit als erstes Staatsoberhaupt gelten, das wegen eines Völkermords im eigenen Land von einem einheimischen Gericht verurteilt worden wäre, jedoch wurde das Urteil wenige Tage später vom obersten Gerichtshof Guatemalas aufgrund von Formfehlern aufgehoben. Der neuerliche Prozess wurde im April 2018 eingestellt, da Montt verstorben war.
Am 30. November 2021 wurde erstmals ein IS-Kämpfer in Deutschland wegen Völkermords an Jesiden vom OLG Frankfurt am Main zu lebenslanger Haft verurteilt. Der BGH bestätigte die Verurteilung.
Laufende Verfahren vor dem Internationalen Strafgerichtshof
Nur der Sicherheitsrat der Vereinten Nationen kann den Internationalen Strafgerichtshof beauftragen, Ermittlungen und Verfahren wegen Verstößen gegen die Genozid-Konvention aufzunehmen.
Aktuell (2018) ist seit 2005 beim Internationalen Strafgerichtshof lediglich ein Verfahren wegen Völkermord (Genozid) im Darfur-Konflikt (Darfur Sudan) hängig. Haftbefehle zur Festnahme von Omar Hassan Ahmad Al-Bashir, dem Präsidenten der Republik Sudan, wurden 2009 und 2010 verhängt. Die Verhandlung ist ausgesetzt, da der Verdächtige weiterhin flüchtig ist. 2020 gab die sudanesische Übergangsregierung bekannt, Al-Bashir an den IStGH ausliefern zu wollen.

## Begriffsgeschichte

### 19. Jahrhundert
Der Ausdruck Völkermord taucht zum ersten Mal bei dem deutschen Lyriker August Graf von Platen (1796–1835) in seinen „Polenliedern“ auf, und zwar in der 1831 entstandenen Ode Der künftige Held. Er wendet sich gegen die Auflösung des polnischen Staates, den Österreich, Preußen und Russland sich untereinander aufgeteilt haben, und wirbt mit anderen westdeutschen Demokraten, die beim „Hambacher Fest“ 1832 die polnische Nationalfahne neben der deutschen aufgezogen haben, für das Wiedererstehen des polnischen Staates. Im Besonderen geißelt er die Unterdrückungspolitik Russlands, indem er nach der Bestrafung der Dschingiskhane ruft, „Die nur des Mords noch pflegen, und nicht der Schlacht,/ Des Völkermords!“ Für den liberalen ostpreußischen Abgeordneten Carl Friedrich Wilhelm Jordan ist der Ausdruck in Bezug auf die Polen so geläufig, dass er ihn in der Frankfurter Paulskirche am 24. Juli 1848 bei der Diskussion der Polenfrage verwendet, und zwar steigert er ihn noch:

„Der letzte Act dieser Eroberung, die viel verschrieene Theilung Polens, war nicht, wie man sie genannt hat, ein Völkermord, sondern weiter nichts als die Proclamation eines bereits erfolgten Todes, nichts als die Bestattung einer längst in der Auflösung begriffenen Leiche, die nicht mehr geduldet werden durfte unter den Lebendigen.“

Der Historiker Heinrich von Treitschke äußert sich in „Politik. Vorlesungen, 1897–1898“ zum Untergang der Prußen als Urbevölkerung Preußens und sagt:

„Es war ein Völkermord, das lässt sich nicht leugnen; aber nachdem die Vernichtung vollendet war, ist er ein Segen geworden. Was hätten die Preußen [gemeint sind die Prußen] in der Geschichte leisten können? Die Überlegenheit über die Preußen war so groß, daß es ein Glück für diese wie für die Wenden war, wenn sie germanisiert wurden.“

### 20. Jahrhundert

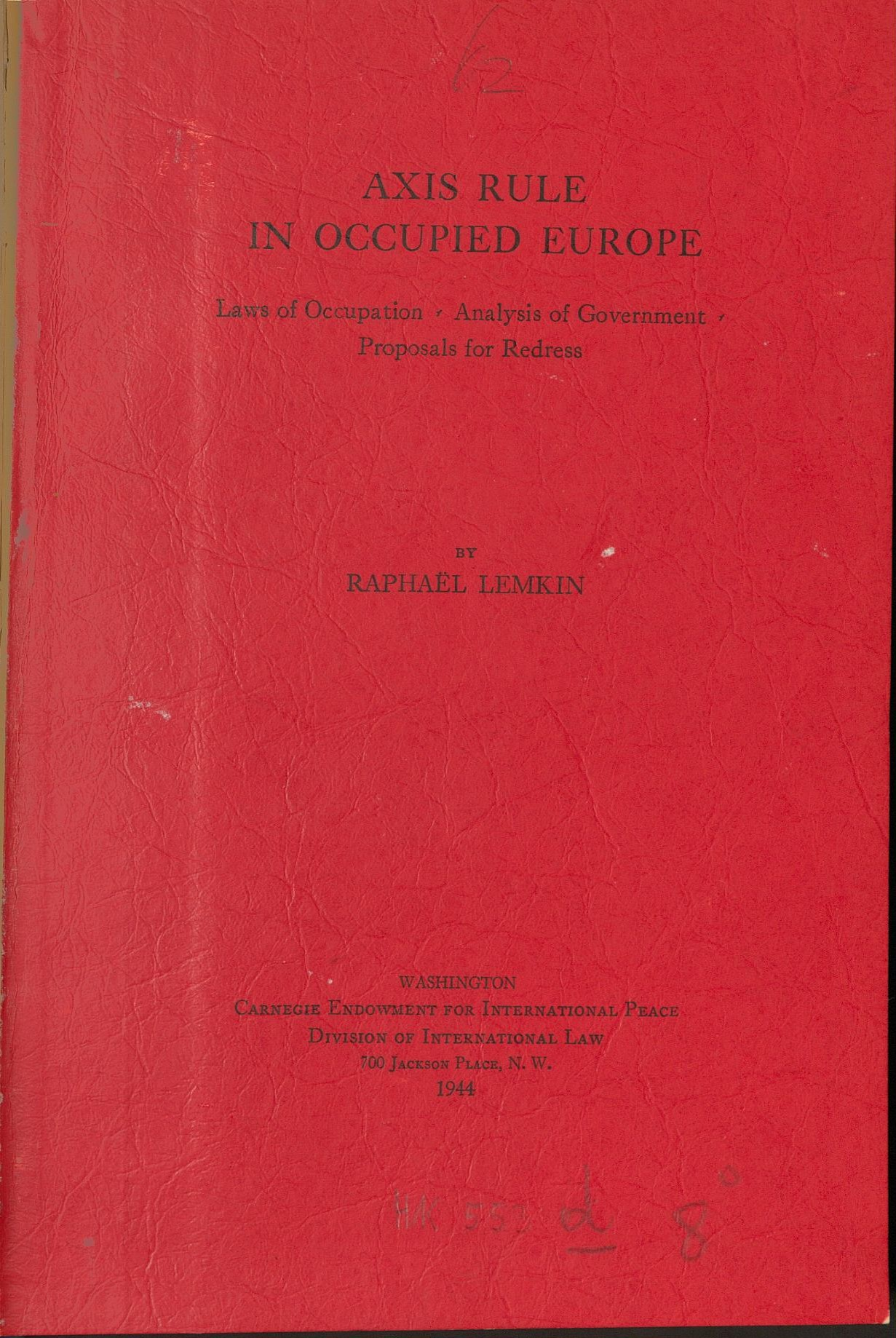
Raphael Lemkin: Axis Rule in Occupied Europe (1944)

Die Bezeichnung Genozid (Neubildung zu altgriechisch genos „Geschlecht, Stamm, Nachkomme, Volksstamm, Volk“ und lateinisch caedere in der Bedeutung „töten, morden“) hatte bereits eine durch die imperialistische Diskussion des 19. Jahrhunderts geprägte Geschichte, als der polnisch-jüdische Anwalt Raphael Lemkin sie 1943 in einem Gesetzentwurf für die polnische Exilregierung zur Bestrafung der deutschen Vernichtungsaktionen in Polen verwendete als Übersetzung des polnischen ludobójstwo (von lud „Volk“ und zabójstwo „Mord“).
Lemkin suchte spätestens seit 1941 nach einem Wort, das Untaten wie die des Osmanischen Reiches gegen die Armenier und des NS-Regimes treffend umschreibt. Dass er 1933 mit seinem Entwurf das Völkerbund-Gremium auf der Madrider Tagung nicht hatte überzeugen können, führte er auch darauf zurück, dass Worte wie Barbarei und Vandalismus, die er damals gebraucht hatte, solche Taten letztlich beschönigten. Es sollte ein Wort sein, das alle Aspekte gezielter Angriffe auf eine Bevölkerungsgruppe greifbar machen sollte, darunter Maßnahmen wie Massendeportationen, die erzwungene Senkung der Geburtenrate, wirtschaftliche Ausbeutung und die gezielte Unterdrückung der Intelligenzija. Ein Begriff wie „Massenmord“ umfasste all diese Aspekte nicht. Es sollte auch keine Bezeichnung sein, die wie Barbarei und Vandalismus bereits in anderen Zusammenhängen benutzt wurde. Lemkin entwickelte den Begriff „Genozid“, wobei für ihn eine Rolle spielte, dass er sich in zahlreichen Sprachen in leicht abgewandelter Form unübersetzt verwenden ließ. In seinem Buch Axis Rule in Occupied Europe gab er auch eine erste Definition des Begriffes (hier übersetzt): Genozid sei

„ein verschiedene Handlungen umfassender, koordinierter Plan, der auf die Zerstörung essentieller Lebensgrundlagen von nationalen Gruppen gerichtet ist mit dem Ziel, die Gruppen selbst zu vernichten. […] Genozid hat zwei Phasen: erstens die Zerstörung der nationalen Eigenart der unterdrückten Gruppe, zweitens das Aufzwingen der nationalen Eigenart des Unterdrückers. Dieses Aufzwingen wiederum kann sich gegen den Teil der unterdrückten Bevölkerung richten, der bleiben darf, oder allein auf das Territorium, nachdem die Bevölkerung entfernt und das Gebiet durch Angehörige der Unterdrückernation kolonisiert wurde“

Die Bezeichnung genocide wurde im englischen Sprachraum schnell gebräuchlich, nachdem mehrere US-amerikanische Zeitungen ihn verwendet hatten, als sie gegen Ende des Jahres 1944 begannen, ausführlich über die nationalsozialistischen Massenverbrechen in Europa zu berichten. Das ist zum Teil auf das direkte Einwirken von Lemkin zurückzuführen. So überzeugte er Eugene Meyer, den Herausgeber der Washington Post, dass allein diese Bezeichnung passend für diese Untaten sei. Tatsächlich erschien im Dezember 1944 in der Washington Post ein Leitartikel, in dem genocide als einziges passende Wort bezeichnet wurde, mit dem beschrieben werden könne, dass zwischen April 1942 und April 1944 insgesamt 1.765.000 Juden in Auschwitz-Birkenau durch Gas getötet und verbrannt worden waren. Es wäre falsch, führte der Artikel weiter aus, dafür die Bezeichnung atrocity („Gräueltat“) zu verwenden, denn darin schwinge auch immer ein Unterton von Ungerichtetheit und Zufälligkeit mit. Der entscheidende Punkt aber sei, dass diese Taten systematisch und gezielt gewesen seien. Gaskammer und Krematorien seien keine Improvisationen, sondern gezielt entwickelte Instrumente für die Auslöschung einer ethnischen Gruppe.
Das Webster’s New International Dictionary nahm vergleichsweise schnell die Bezeichnung auf. Die französische Encyclopédie Larousse verwendete sie in ihrer Ausgabe von 1953, und im Oxford English Dictionary wurde sie als 1955er-Update zur dritten Edition gelistet.

### 21. Jahrhundert
Südafrika beschuldigte am 23. Dezember 2023 Israel vor dem Internationalen Gerichtshof in Den Haag des Völkermordes im Gazastreifen. 32 weitere Staaten, die Arabische Liga und die Organisation für islamische Zusammenarbeit begrüßten die Klage Südafrikas gegen Israel, zwölf Länder sprachen sich dagegen aus. Aufgrund eines Eilantrags von Südafrika entschieden die Richter am 24. Mai 2024 mit 13:2 Stimmen, Israel müsse seine umstrittene Rafah-Offensive und anderen Maßnahmen im Gouvernement Rafah, die Lebensbedingungen schüfen, die zur vollständigen oder teilweisen Vernichtung der palästinensischen Zivilbevölkerung führen könnten, angesichts der „katastrophalen humanitären Lage“ unverzüglich stoppen. Die Klassifizierung des israelischen Vorgehens gegen die palästinensische Bevölkerung als Genozid wurde in der Folge u. a. vom spanischen Regierungspräsidenten Pedro Sánchez und vom israelischen Holocaust-Forscher Omer Bartov geteilt.

### Kritik am Begriff
Die rechtliche Definition des Genozids ist häufig als unzureichend kritisiert worden. Der amerikanische Politikwissenschaftler Rudolph Joseph Rummel entwickelte daher das weitergespannte Konzept des Demozids, das in seiner Definition alle tödlichen Genozide einschließt. In seiner Tabelle Demozide des 20. Jahrhunderts kommt er auf 262 Millionen Tote.
Nicht tödliche Handlungen einer Regierung, die auf die Vernichtung einer Kultur abzielen, werden hingegen häufig als Ethnozid bezeichnet.

## Völkermorde in der Geschichte

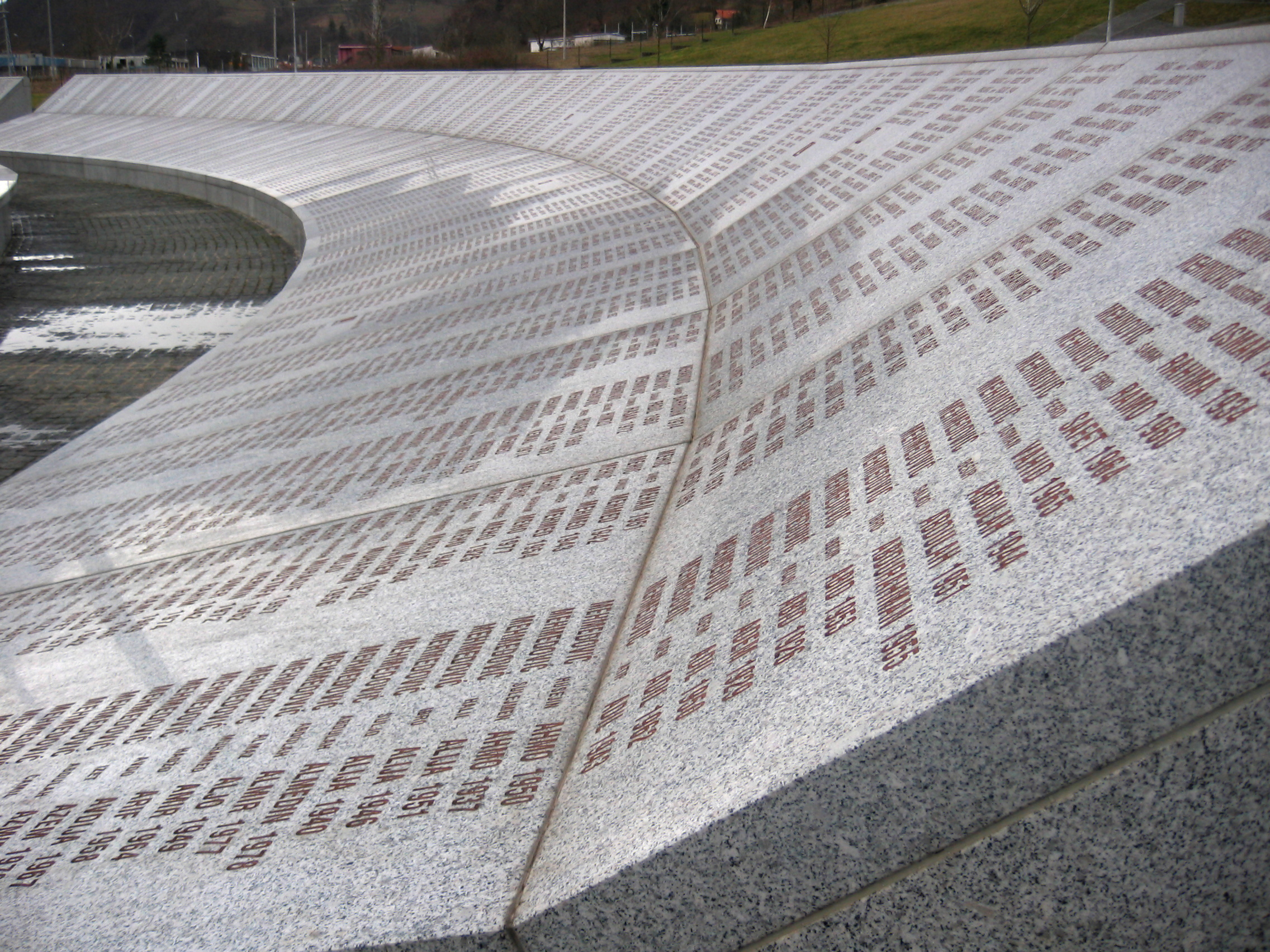
Gedenkstätte in Potočari anlässlich des Massakers von Srebrenica

Es ist nicht bekannt, wann die ersten Völkermorde stattfanden. Die Genozidforschung geht davon aus, dass Genozide in allen Epochen in nahezu allen von Menschen besiedelten Regionen vorkamen. Überliefert sind Völkermorde aus der Antike.

### Völkermorde durch Kolonialmächte
Die Völkermorde in der Neuzeit fanden vor allem in Kolonien statt: zunächst bei der Kolonisierung durch europäische Mächte (z. B. an Indianern während der Indianerkriege); dann teilweise erneut bei der Entkolonisation. Dabei prallten nach Abzug einer Kolonialmacht gelegentlich verschiedene ethnische Gruppen aufeinander, welche durch die Grenzziehungen ihrer Kolonialmacht nun in einem Staat lebten (wie etwa in Biafra und Bangladesch). Aber auch Russland verfolgte während und nach den Russisch-Tscherkessischen Kriegen (1763–1864) eine genozidale Strategie der systematischen Massaker an Zivilisten, die zum Völkermord an den Tscherkessen führte, bei dem bis zu eine Million Tscherkessen entweder getötet oder gewaltsam in das Osmanische Reich (insbesondere in die heutige Türkei) vertrieben wurden, wodurch die tscherkessische Diaspora entstand.

### Ab dem 20. Jahrhundert, Auswahl allgemein anerkannter Völkermorde
- Völkermord an den Herero und Nama (1904–1908): Kolonialkrieg zwischen deutschen Truppen und den Völkern der Herero und Nama in Deutsch-Südwestafrika, der in einen Völkermord durch die deutsche Kolonialmacht mündete.
- Völkermord an den Armeniern mit geschätzten Opferzahlen zwischen 300.000 und mehr als 1,5 Millionen Toten und Völkermord an den syrischen Christen (Assyrer) ab 1915 im Osmanischen Reich unter Verantwortung des jungtürkischen Regimes sowie mit der Unterstützung von kurdischen Freischärlern.[37][38][39]
- Völkermord in der Cyrenaika (1929–1934): Völkermord durch das faschistische Italien während des Zweiten Italienisch-Libyschen Krieges an den arabischen Stämmen der Cyrenaika, ca. 50.000 bis 70.000 Tote.
- Porajmos (1939–1945): Völkermord an den Sinti und Roma in der Zeit des Nationalsozialismus.
- Holocaust (1941–1945): Völkermord an den Juden in der Zeit des Nationalsozialismus mit 5,6 bis 6,3 Millionen Toten, insbesondere seit dem Angriff auf die Sowjetunion.
- Völkermord der Ustascha (1941–1945): Beim Völkermord ab dem 22. Juni 1941 durch die kroatische Ustascha starben während der Ereignisse vorwiegend Serben, aber auch Juden und Roma, ca. 200.000 Tote.
- Völkermord in Bangladesch (1971–1972): Völkermord der pakistanischen Armee und ihrer lokalen Kollaborateure in Ost-Pakistan (heute Bangladesch) vorwiegend an den dortigen Hindus, ca. drei Millionen Tote.
- Völkermord in Burundi (1965 und 1972): Völkermord durch Tutsi an Hutu, ca. 100.000 bis 300.000 Tote.

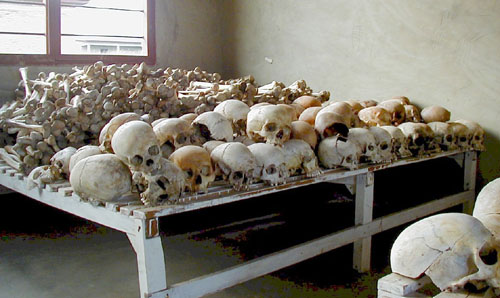
An den Schädeln der Opfer sind erhebliche Verletzungen als Folge von massiver Gewalt zu erkennen, herrührend aus dem Völkermord in Ruanda. Aufnahme im Murambi-Genozid-Erinnerungszentrum (2001)

- Völkermord in Ruanda (1994): In annähernd 100 Tagen ermordeten Angehörige der Hutu-Mehrheit 800.000, also etwa 75 Prozent, der in Ruanda lebenden Tutsi-Minderheit sowie moderate Hutu, die sich am Völkermord nicht beteiligten oder sich aktiv dagegen einsetzten.
- Massaker von Srebrenica (Juli 1995): In der Gegend von Srebrenica wurden während des postjugoslawischen Bosnienkriegs bis zu 8000 muslimische Bosniaken – vor allem Männer und Jungen zwischen 13 und 77 Jahren – von der Armee der bosnischen Serben und serbischen Paramilitärs ermordet.
- Völkermord an den Jesiden (August 2014–mindestens 2017): Völkermord durch den Islamischen Staat an den Jesiden, mehr als 5000 Tote, 7000 entführte Frauen und Kinder, und weitere tausend werden vermisst.
- Völkermord an den Rohingya (2016–2017): Völkermord an der muslimischen Minderheit der Rohingya in Myanmar, mehrere Tausend ermordete Menschen und bis zu zwei Millionen Flüchtlinge.[40]

### Sonderfälle
Die Kongogräuel in den Jahren 1888 bis 1908 waren Taten unter Verantwortung des belgischen Königs Leopold II., die zur Dezimierung der Bevölkerung des Kongo-Freistaats durch Sklaverei, Zwangsarbeit und massenhafte Geiselnahmen und Tötungen führten und schätzungsweise acht bis zehn Millionen Tote (etwa die Hälfte der damaligen Bevölkerung) forderten. Ob der Massenmord im Kongo, trotz seiner genozidalen Ausmaße, ein Völkermord war, ist umstritten. Denn es wurde nicht planmäßig versucht, eine bestimmte ethnische Gruppe zu vernichten, sondern der Massenmord war die Folge extremer Ausbeutung.
Ähnlich zu betrachten sind die Völkermorde an Ureinwohnern, beispielsweise die Indianerkriege Nordamerikas, der Genozid an der Urbevölkerung in Australien (siehe History Wars#Genozid-Debatte), Tasmanien (siehe Tasmanien#Genozid an der Urbevölkerung und Tasmanier), Brasilien (siehe Transamazônica#Folgen des Straßenbaus), Argentinien (siehe Julio Popper#Genozid an den Selk’nam) oder bei der Besiedlung karibischer Inseln (siehe Kalinago-Genozid 1626).
Der Große Terror (1936–1938) in der Sowjetunion richtete sich gegen politisch „unzuverlässige“ und oppositionelle Personen in Kadern und Eliten, gegen „sozial schädliche“ und „sozial gefährliche Elemente“ wie die Kulaken, gegen so genannte Volksfeinde und gegen ethnische Minderheiten wie Wolgadeutsche, Krimtataren, oder einige Völker der Kaukasusregion. Die in der Forschung angegebenen Opferzahlen variieren zwischen 400.000 und 22 Millionen Toten. Wissenschaftler wie Robert Conquest, Norman Naimark und andere bezeichnen den Terror und namentlich die Aktionen gegen die ethnischen Minderheiten als Völkermord. Andere Genozidforscher und Osteuropa-Historiker lehnen die Anwendung des Begriffs auf den Großen Terror ausdrücklich ab. Der amerikanische Politikwissenschaftler Rudolph Joseph Rummel bezeichnet die Geschehnisse als Demozid.
Auch der Massenmord an den Kommunisten Indonesiens 1965 und 1966 stellt einen Sonderfall dar, bei dem je nach Schätzung zwischen 500.000 und 3 Mio. Menschen ermordet wurden. Zwar wurde hier keine religiöse, ethnische oder nationale Gruppe gezielt ermordet, aber es war dennoch das Ziel, eine klar definierte (nämlich politische) Bevölkerungsgruppe gesamthaft zu ermorden. Deswegen und weil die chinesische Bevölkerungsminderheit Opfer dieser Massenmorde wurde, sprechen sich einigen Autoren, darunter Yves Ternon, dafür aus, ihn als Völkermord zu betrachten. Der Begriff eines Autogenozids ließe sich in diesem Fall auch anwenden.
Die Ereignisse während der Herrschaft der Roten Khmer in Kambodscha von 1975 bis 1979 stellen einen Sonderfall dar. Da sich der Genozid in Kambodscha gegen die Bevölkerung des eigenen Landes richtete, ist hier auch der Begriff „Autogenozid“ (wörtlich „Völkerselbstmord“) angewandt worden. Beim Vorgehen der Roten Khmer gegenüber abgrenzbaren Gruppen wie den muslimischen Cham jedoch greift die Definition des Völkermordes.
Die Masseninternierung, Folter und kulturelle Verfolgung der muslimischen Uiguren in der chinesischen Provinz Xinjiang ordneten verschiedene westliche Staaten im Jahr 2021 offiziell als „Genozid“ ein, so durch die US-amerikanische Regierung unter Donald Trump und unter Joe Biden sowie durch das kanadische, das niederländische, das britische, das litauische und das tschechische Parlament. 2022 folgte dem auch das französische Parlament.
Demgegenüber ist die deutsche Bundesregierung der Auffassung, dass die Maßnahmen der chinesischen Politik auf die „Sinisierung“ der religiösen und kulturellen Identitäten der Minderheiten in Xinjiang und Tibet abziele.